# مايكل ن. بارنت
مايكل ن. بارنت (بالإنجليزية: Michael N. Barnett)‏ هو عالم سياسة أمريكي، ولد في 10 نوفمبر 1960.